# Frailea alexandri
Frailea alexandri là một loài thực vật có hoa trong họ Cactaceae. Loài này được Metzing mô tả khoa học đầu tiên năm 2006.